# Палац Едірне
Палац Едірне (тур. Edirne Sarayı) або Сарай-и Джедід-і Аміре (Новий палац) (тур. Saray-ı Cedid-i Amire) — палац османських султанів в Едірне. Після палацу Топкапи в Стамбулі був найбільшим палацом в імперії.
Поза центром міста, в північно-західній частині річки Тунджі в лісі на земельній ділянці площею майже 3 км²  побудований великий мисливський палац, оточений садами. У наш час на території палацового саду проходять «масляні бої».
Ініціатором будівництва палацу був султан Мурад II, завершував же будівництво архітектор Шехабеттін при Мехмеді Фатісі. Найбільшого розміру палацовий комплекс досяг за Мехмеда IV. В цей час побудовано безліч павільйонів, фонтанів та інших будівель.
Використовувався султанами аж до XIX століття. Був улюбленим місцем відпочинку Сулеймана I Кануні, Селіма II, Ахмеда I, Мехмеда IV Авджі, Ахмеда II, Мустафи II й Ахмеда III.
Велика частина палацових будівель зруйнована під час російсько-турецьких воєн. До наших днів дійшло лише 10 будинків з 100.
У 2008 прийнято рішення про відновлення комплексу, яке почалося в 2009.

## Історія палацу

### Павільйон Джіханнюма
Джіханнюма був найяскравішою будовою комплексу. Побудований в 1452 при Фатісі, мав вигляд семиповерховуої будівлі. На верхньому поверсі розташовувався басейн . Нині павільйон зруйнований.

### Пісочний павільйон
Розташований неподалік від Джіханнюма. Свою назву отримав від місця розташування. Побудований за часів Мехмеда Фатіха. Павільйон і прилеглий до нього хамам збереглися до наших днів .

### Павільйон справедливості
Або  «Судовий павільйон» . Побудований Сінаном за наказом Сулеймана Кануні в 1562. Використовувався для проведення засідань Дивану та Верховного суду. На першому поверсі розташовувався Шербетхане, на другому поверсі розташовувалися книжники (секретарі) Дивану, Рада дивана збиралася на верхньому поверсі в мармуровому залі, у середині якого розташовувався басейн, а за троном падишаха — таємна кімната.

### Палацовий сад
З палацового саду до наших днів збереглася лише ділянка лісу в 58 гектарів, звана «Курячий ліс» (тур. Tavuk Ormanı). Цей ліс сповнений безліччю цінних лікарських рослин. Тут Мехмедом Авджі побудований в 1671 «Солов'їний павільйон» (тур. Bülbül Köşkü) з невеликим мисливським будиночком, що зберігся донині.